# Городские населённые пункты в составе Москвы

Город федерального значения Москва по состоянию на 2025 год включает 6 городских населённых пунктов, в том числе 4 города и 2 посёлка городского типа. Ряд подмосковных городов были включены в состав Москвы и утратили свой статус.

## Города
Город Зеленоград в составе Москвы образует административный округ, состоящий из пяти районов. Города Московский, Троицк и Щербинка в составе Москвы входят в состав районов. Города в составе Москвы не выделяются в территориальной организации местного самоуправления во внутригородских муниципальных образованиях, и с 2024 года не упоминаются в законе г. Москвы «О территориальном делении города Москвы», но выделяются, например, в классификаторе ОКАТО и в Федеральной информационной адресной системе.
| № | город      | территориальная единица                                    | ОКАТО          | население, чел. | основание / первое упоминание | статус города | герб | год включения в состав Москвы |
| - | ---------- | ---------------------------------------------------------- | -------------- | --------------- | ----------------------------- | ------------- | ---- | ----------------------------- |
| 1 | Зеленоград | Зеленоградский административный округ                      | 45 272 000 000 | ↗270 527        | 1958                          | 1963          |      | 1968                          |
| 2 | Московский | Новомосковский административный округ Филимонковский район | 45 297 565 001 | ↗59 218         | 1969                          | 2004          |      | 2012                          |
| 3 | Троицк     | Троицкий административный округ Троицк (район)             | 45 298 578 001 | ↗71 615         | 1751                          | 1977          |      | 2012                          |
| 4 | Щербинка   | Новомосковский административный округ Щербинка (район)     | 45 297 581 001 | ↗56 531         | 1766                          | 1975          |      | 2012                          |

### Упразднённые города
| № | город    | территориальная единица | варианты названия                                                       | основание / первое упоминание | статус города | год включения в состав Москвы |
| - | -------- | --- | ----------------------------------------------------------------------- | ----------------------------- | ------------- | ----------------------------- |
| 1 | Бабушкин | Северо-Восточный административный округ районы Бабушкинский, Лосиноостровский, Свиблово, Ярославский                                      | Лосиноостровск (1898—1939)                                              | 1898                          | 1925          | 1960                          |
| 2 | Кунцево  | Западный административный округ районы Кунцево, Можайский, Филёвский Парк, Фили-Давыдково                                                 | Кунцово                                                                 | 1622                          | 1925          | 1960                          |
| 3 | Кусково  | Восточный административный округ район Вешняки                                                                                            |                                                                         | 1573                          | 1925          | 1960                          |
| 4 | Люблино  | Юго-Восточный административный округ районы Люблино, Марьино, Печатники                                                                   | Юркино (XVI век—1680-е годы), Годуново (1680-е годы—XVIII век), Любли́но | XVI век                       | 1925          | 1946 (частично), 1960         |
| 5 | Очаково  | Западный административный округ район Очаково-Матвеевское                                                                                 |                                                                         | XVI век                       | 1959          | 1960                          |
| 6 | Перово   | Восточный административный округ районы Вешняки, Нижегородский, Рязанский Юго-Восточный административный округ районы Новогиреево, Перово |                                                                         | 1573                          | 1925          | 1960                          |
| 7 | Тушино   | Северо-Западный административный округ районы Митино, Покровское-Стрешнево, Северное Тушино, Южное Тушино                                 | Коробово, Коробовское                                                   | XIV век                       | 1938          | 1960                          |
| 8 | Солнцево | Западный административный округ район Солнцево                                                                                            | Суково                                                                  | XVII век                      | 1971          | 1984                          |

## Посёлки городского типа
| № | пгт                      | территориальная единица                               | ОКАТО          | население, чел. | основание / первое упоминание | статус пгт | герб | год включения в состав Москвы |
| - | ------------------------ | ----------------------------------------------------- | -------------- | --------------- | ----------------------------- | ---------- | ---- | ----------------------------- |
| 1 | рабочий посёлок Киевский | Троицкий административный округ Бекасово (район)      | 45 298 555 051 | ↗13 942         | 1971                          | 1971       |      | 2012                          |
| 2 | дачный посёлок Кокошкино | Новомосковский административный округ Внуково (район) | 45 297 559 051 | ↗18 932         | 1956                          | 1956       |      | 2012                          |

### Бывшие посёлки городского типа
Сохранились, но потеряли статус посёлка городского типа:
- Внуково
- Восточный
- ДСК «Мичуринец»
- Некрасовка
- Новобратцевский (ранее рабочий посёлок фабрики «Победа Труда»)
- Рублёво
- Троицкий
- Щербинка

Упразднены либо не учитываются в данных
- Бескудниково
- Бутово
- Вагоноремонт
- Вешняки
- Дачи Писателей
- Западный
- Измайлово
- имени Ларина
- Калошино (Колошино)
- Капотня
- Косино
- Краснооктябрьский
- Красный Строитель
- Крюково
- Кузьминки
- Ленино
- Лианозово
- Люблинский
- Мещёрский
- Московский Писатель
- Нагатино
- Никольский
- Ново-Косино
- Ново-Котляковский
- Ново-Кузьминки
- Ново-Ховрино
- Новоподрезково
- Очаково
- Переделкино, посёлок городского типа с 1947, включён частично в состав Москвы в 1984 году, в 2012 году оставшаяся часть включена в составе поселения Внуковского Новомосковского административного округа.
- Перово Поле
- Покровское-Глебово
- Поселок Митинского завода
- Раменки
- Сабурово
- Северный
- Советский Писатель
- Солнцево
- Трикотажный
- Тушино
- Черёмушки
- Чоботы